# Swiss Open Gstaad 1987
Lo Swiss Open Gstaad 1987 è stato un torneo di tennis giocato sulla terra rossa. È la 73ª edizione dell'Swiss Open, che fa parte del Nabisco Grand Prix 1987. Si è giocato al Roy Emerson Arena di Gstaad in Svizzera, dal 6 al 12 luglio 1987.

## Campioni

### Singolare
Emilio Sánchez ha battuto in finale  Ronald Agénor con il punteggio di 6–2, 6–3, 7–6

### Doppio
Jan Gunnarsson /  Tomáš Šmíd hanno battuto in finale  Loic Courteau /  Guy Forget con il punteggio di 7–6, 6–2